# 森田太郎
森田 太郎（もりた たろう、1977年 – ）は、日本の市民活動家。学位は学士（国際関係学）（静岡県立大学）。サラエヴォ・フットボール・プロジェクト代表。

## 概要
1977年生まれ。1999年にボスニア・ヘルツェゴビナの非政府組織の活動に参加し、青少年に日本文化や日本語などを教えていた。翌年、ボスニア・ヘルツェゴビナに再度渡り、サッカーを通じた交流活動を展開する。当時のボスニア・ヘルツェゴビナは、ユーゴスラビア紛争に端を発したボスニア・ヘルツェゴビナ紛争などの内戦により国内が疲弊し、激しい民族対立が続いていた。森田はバルカン半島の平和と安定に寄与することを目指し、非政府組織「サラエヴォ・フットボール・プロジェクト」を設立した。ボスニア・ヘルツェゴビナの首都であるサラエボを中心に、サッカーを通じてセルビア人、クロアチア人、ムスリム人の民族融和を図る活動を展開した。それらの活動を纏めた著書も上梓している。
1999年には、秋野豊ユーラシア基金より秋野豊賞を授与された。森田自身も秋野豊を尊敬しており「生涯の先生」と公言している。翌年、在学していた静岡県立大学より、はばたき賞を授与された。(現在小学校の先生)

## 賞歴
- 1999年11月 - 秋野豊賞。
- 2000年9月 - はばたき賞。

## 著作
- 森田太郎著『サッカーが越えた民族の壁――サラエヴォに灯る希望の光』明石書店、2002年。ISBN 4750315567